# Micropterix
Micropterix là một chi bướm đêm nguyên thủy cỡ nhỏ cánh có ánh kim thuộc họ Micropterigidae, bộ Lepidoptera. Chi này phân bố ở châu Âu về phía nam đến bắc Phi và đến phía đông như Nhật Bản. 

## Các loài
- Micropterix abchasiae
- Micropterix agenjoi
- Micropterix aglaella
- Micropterix algeriella
- Micropterix allionella
- Micropterix amasiella
- Micropterix amsella
- †Micropterix anglica
- Micropterix aruncella
- Micropterix aureatella
- Micropterix aureocapilla
- Micropterix aureofasciella
- Micropterix aureopennella
- Micropterix aureoviridella
- ?Micropterix balcanica Heath
- Micropterix berytella
- Micropterix calthella
- Micropterix carthaginiensis
- Micropterix cassinella
- Micropterix completella
- Micropterix conjunctella
- Micropterix constantinella
- Micropterix corcyrella
- Micropterix cornuella
- Micropterix croatica
- Micropterix cyaneochrysa
- Micropterix cypriensis
- Micropterix eatoniella
- Micropterix elegans
- Micropterix emiliensis
- Micropterix erctella
- Micropterix facetella
- ?Micropterix fasciata Heath
- Micropterix fenestrellensis
- Micropterix garganoensis
- †Micropterix gertraudae
- Micropterix granatensis
- Micropterix hartigi
- Micropterix herminiella
- Micropterix huemeri
- Micropterix hyrcana
- Micropterix ibericella
- Micropterix igaloensis
- †Micropterix immensipalpa
- Micropterix imperfectella
- ?Micropterix inornatus Heath
- Micropterix islamella
- Micropterix isobasella
- Micropterix italica
- Micropterix jacobella
- (Micropterix jeanneli) (either treated as a synonym hoặc valid species)
- Micropterix kardamylensis
- Micropterix klimeschi
- Micropterix lagodechiella
- Micropterix lakoniensis
- Micropterix lambesiella
- Micropterix mansuetella
- Micropterix maschukella
- Micropterix minimella
- Micropterix montanella
- Micropterix monticolella
- Micropterix montosiella
- Micropterix myrtetella
- ?Micropterix octopunctelia
- Micropterix osthelderi
- Micropterix paykullella
- Micropterix purpureopennella
- Micropterix rablensis
- Micropterix renatae
- Micropterix rothenbachii
- Micropterix schaefferi
- Micropterix sicanella
- ?Micropterix staudinger Heath
- Micropterix trifasciella
- Micropterix trinacriella
- Micropterix tunbergella
- Micropterix turkmeniella
- Micropterix tuscaniensis
- Micropterix uxoria
- Micropterix vulturensis
- Micropterix wockei
- Micropterix zangheriella

## Hình ảnh

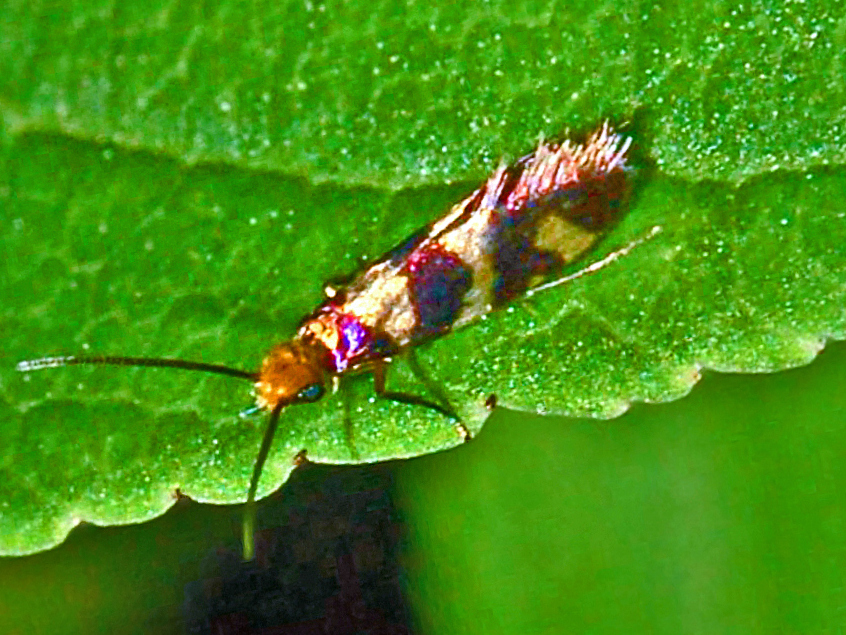